# إيلشيستر
إيلشيستر هي قرية وأبرشية مدنية، وتقع على نهر يو أو آيفل، على بعد خمسة أميال شمال يوفيل، في مقاطعة سومرست الإنجليزية. كانت مدينة إيلشيستر في الأصل مدينة رومانية، ثم مدينة سوق في وقت لاحق، وتتمتع بتاريخ غني من القرون الوسطى وكانت مستوطنة بارزة في المقاطعة ؛ في القرنين الثاني عشر والثالث عشر، كانت بلدة المقاطعة على نحو فعال. ومع ذلك، فقد انخفض حجمها وأهميتها في بداية القرن الثامن عشر، وكانت آخر الأسواق قد عقدت في عام 1833.  في عام 1889 تم حل الشركة التاريخية التي كانت تحكم المدينة (Bailiff و Burgesses). 
يُطلق على إيلشيستر بدلاً من ذلك إيفلشيستر (بعد نهر إيفيل) والجناح الانتخابي لمجلس مقاطعة ساوث سومرست يدعى إيفيلشيستر. 

## أعلام
- روجر باكون